# Summer Knight
Summer Knight è un romanzo fantasy contemporaneo hard boiled del 2002 di Jim Butcher. È il quarto romanzo della serie The Dresden Files, che segue le vicende di Harry Dresden, unico mago professionista nella Chicago odierna.

## Trama
La faerie Leanansidhe ha venduto il patto che aveva con Dresden alla regina dell'Inverno, dell'aria e della terra Mab. La regina patteggia con Dresden di liberarlo dell'onere se soddisfa tre richieste di sua scelta tra quelle proposte dalla regina. La prima richiesta è di scoprire chi ha ucciso Il cavaliere dell'Estate(Summer Knight) e Dresden decide inizialmente di non accettare. Colui che ha ucciso il Cavaliere ha anche preso il mantello del cavaliere e il potere che quel ruolo rivestiva, interferendo così tra l'equilibro delle corti ferali Inverno ed Estate. Nel frattempo, dati gli avvenimenti dell'ultimo romanzo, la Corte Rossa dei vampiri sta per iniziare una guerra di territorio contro Il concilio Bianco dei maghi. Il Concilio ritiene Dresden responsabile dell'attuale situazione e decide che verrà consegnato ai vampiri, come da richiesta imposta nelle condizioni di pace dei vampiri, se non svolge il compito di assicurare al Concilio il controllo di alcune tratte del NeverNever. La sicurezza di tali tratte garantirebbe un trasporto veloce ai maghi e andrebbe dunque ad avvantaggiare il Concilio nella guerra imminente. Le tratte sono sotto il controllo della regina Mab e l'unico modo che Dresden ha per assicurarle al Concilio è adempiere la richiesta di Mab. Ogni corte delle faerie, Estate ed Inverno, ha una regina che è, una fanciulla che sarà e una madre che era. Ogni corte ha inoltre un solo cavaliere umano che porta parte del potere della corte. Le ricerche di Dresden riducono i possibili assassini alle sole regine, fanciulle e madri delle due corti più il cavaliere dell'Inverno. La regina Mab è esclusa perché ha assunto Dresden per cercare il colpevole, la fanciulla dell'inverno è esclusa perché, secondo Dresden, troppo debole. Le madri sembrano voler aiutare Dresden a ristabilire l'equilibrio tra Estate ed Inverno e quindi vengono escluse. Nel finale Dresden capisce che la fanciulla dell'estate ha ordinato al cavaliere dell'inverno di compiere l'assassinio, ha preso il potere del mantello e lo ha intrappolato in una Changeling chiamata Lily rendendola statua. Il potere intrappolato non è potuto tornare alla regina dell'estate per essere riassegnato e si è così creato il forte squilibrio di poteri. Proprio mentre le corti Estate ed Inverno giungono alla guerra per riappianare la differenza di forze, Dresden interviene insieme agli Alphas(un gruppo di licantropi conosciuti nei precedenti romanzi), libera Lily uccide la fanciulla dell'estate e ripristina l'equilibrio. Adempie così alla prima richiesta del patto con Mab, assicura al concilio le tratte, e si salva dall'essere consegnato ai vampiri. La Changling Lily viene fatta fanciulla d'Estate e va a sostituire la precedente e Fix, un suo fratello Changeling, viene nominato cavaliere d'Estate.

## Nuovi punti introdotti nella serie
- Dresnden deve ancora soddisfare due richieste della regina Mab per liberarsi dal vecchio patto che fece con la sua madrina faerie Leanansidhe.

## Personaggi

### Personaggi Ritornati
- Harry Dresden: Mago professionista e protagonista della serie.
- Luogotenente Karrin Murphy: Direttore delle investigazioni speciali.
- Bob: Spirito d'intelletto che vive in un teschio nel laboratorio di Drenden e svolge funzioni di assistente.
- Mister: Il grosso gatto di Dresden.
- Leanansidhe: La madrina faerie di Harry Dresden.
- Billy: licantropo e principale degli Alphas.
- Toot-toot il diavoletto: piccola faerie.

### Personaggi Nuovi Introdotti
- Titania: La Regina Estate
- Aurora: Fanciulla Estate
- Madre Estate
- Madre Inverno
- Mab: Regina Inverno
- Maeve: fanciulla Inverno
- Slade: cavaliere Inverno
- Fix, Lily, Ace, e Meryl. Changelings che devono ancora decidere con quale corte stare.
- Elaine: Compagna di studi e primo amore di Dresden.

## Edizioni
- Jim Butcher, Summer Knight, Penguin Putnam, 2002,  pp. 371 (prima edizione brossura), ISBN 0-451-45892-3, (prima edizione, brossura).